# William Samuel Horton
Pour les articles homonymes, voir Horton.
William Samuel Horton (1865-1936) est un peintre et illustrateur américain, qui fit entre autres carrière en France.

## Biographie

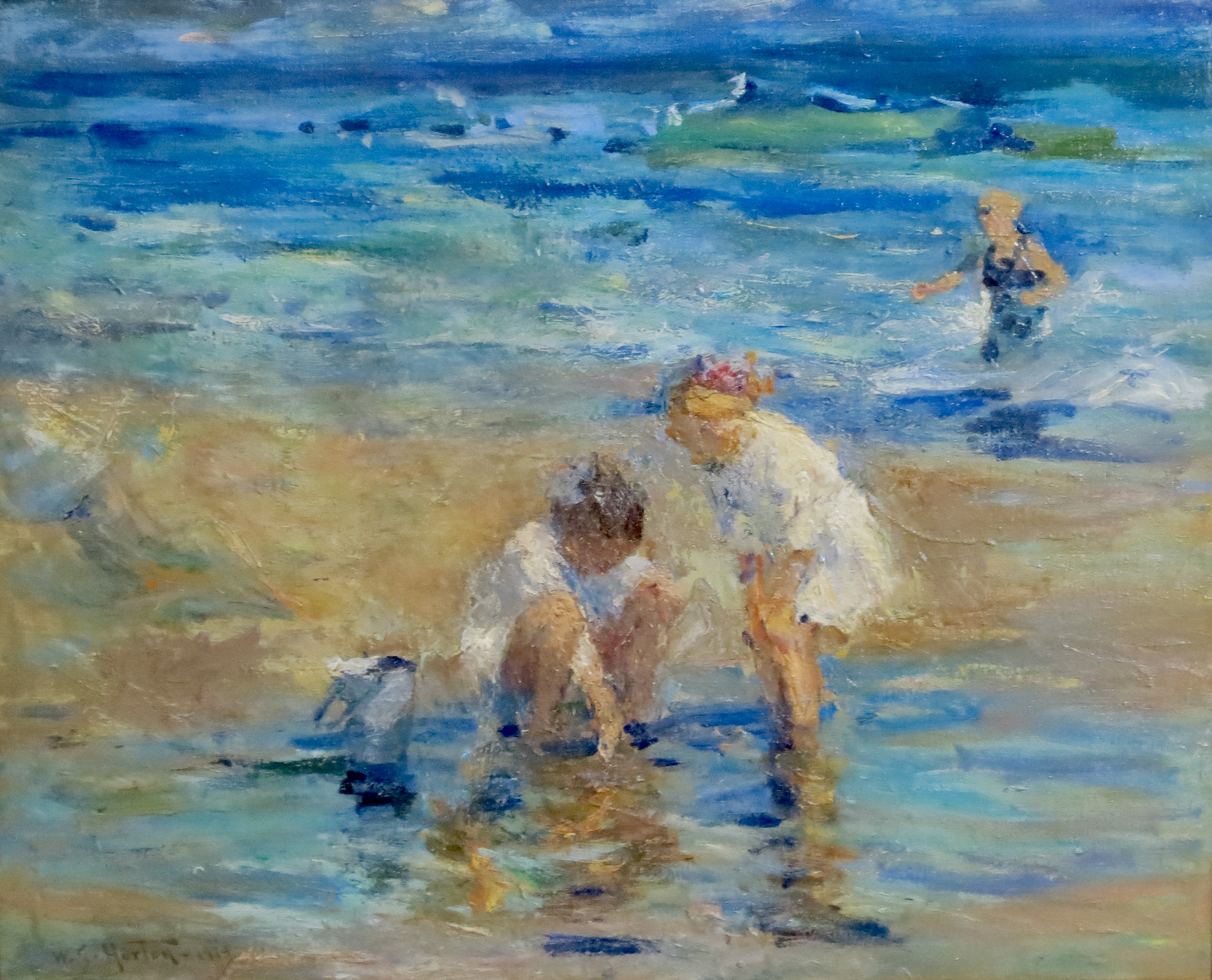
Enfants sur la plage - jeux d'eau.

Né à Grand Rapids (Michigan) le 16 novembre 1865, William Samuel Horton arrive à New York en 1883, après avoir quitté sa famille, puis entre à l'Art Students League of New York. Il vient poursuivre ses études artistiques en Europe, d'abord aux Pays-Bas (1894), puis à Paris, à l'Académie Julian, fréquentant les cours de Jean-Paul Laurens et Benjamin-Constant. Il occupe l'ancien atelier de Franz Xaver Winterhalter. Il développe une palette dans la veine impressionniste.
Horton fait son entrée au Salon des artistes français en 1895 ; il y expose régulièrement des paysages jusqu'en 1905. Puis il expose au salon de la Société nationale des beaux-arts en 1907 et 1908. En 1910, il peint sur les plages des côtes de la Manche, notamment à Paris-Plage où il côtoie les peintres de la colonie artistique d'Étaples.
On compte une importante exposition personnelle à la galerie Georges Petit en mars 1912, où il montre une trentaine de toiles.
Il s'installe ensuite en Angleterre à partir de 1918, tout en voyageant à travers l'Europe. En 1920, il est de retour au Touquet-Paris-Plage où il peint de nombreux tableaux qu'il expose à Paris et New York. Il y revient en 1926 et 1927, où le couple séjourne à l'Hermitage-Hôtel.
Il meurt en octobre 1936.
Son fils organise à la galerie Charpentier (Paris) une rétrospective de son œuvre début mai 1939.
Plusieurs galeries américaines organisèrent des expositions de ses œuvres dans les années 1970 - 1980 (Knoedler Gallery, New York, 1974; Robert Rice Gallery, Houston, 1979; Hammer Gallery, New York, 1981; Vose Gallery, Boston, c.1980s).
En 2022, Carlotta Edwina Gray Hadley, la petite-fille du peintre, fait une importante donation répartie dans différents musées : le musée du Touquet-Paris-Plage - Édouard Champion, le musée Bonnat-Helleu, le musée franco-américain du château de Blérancourt, le musée Carnavalet et le musée des Impressionnismes Giverny.

## Œuvre

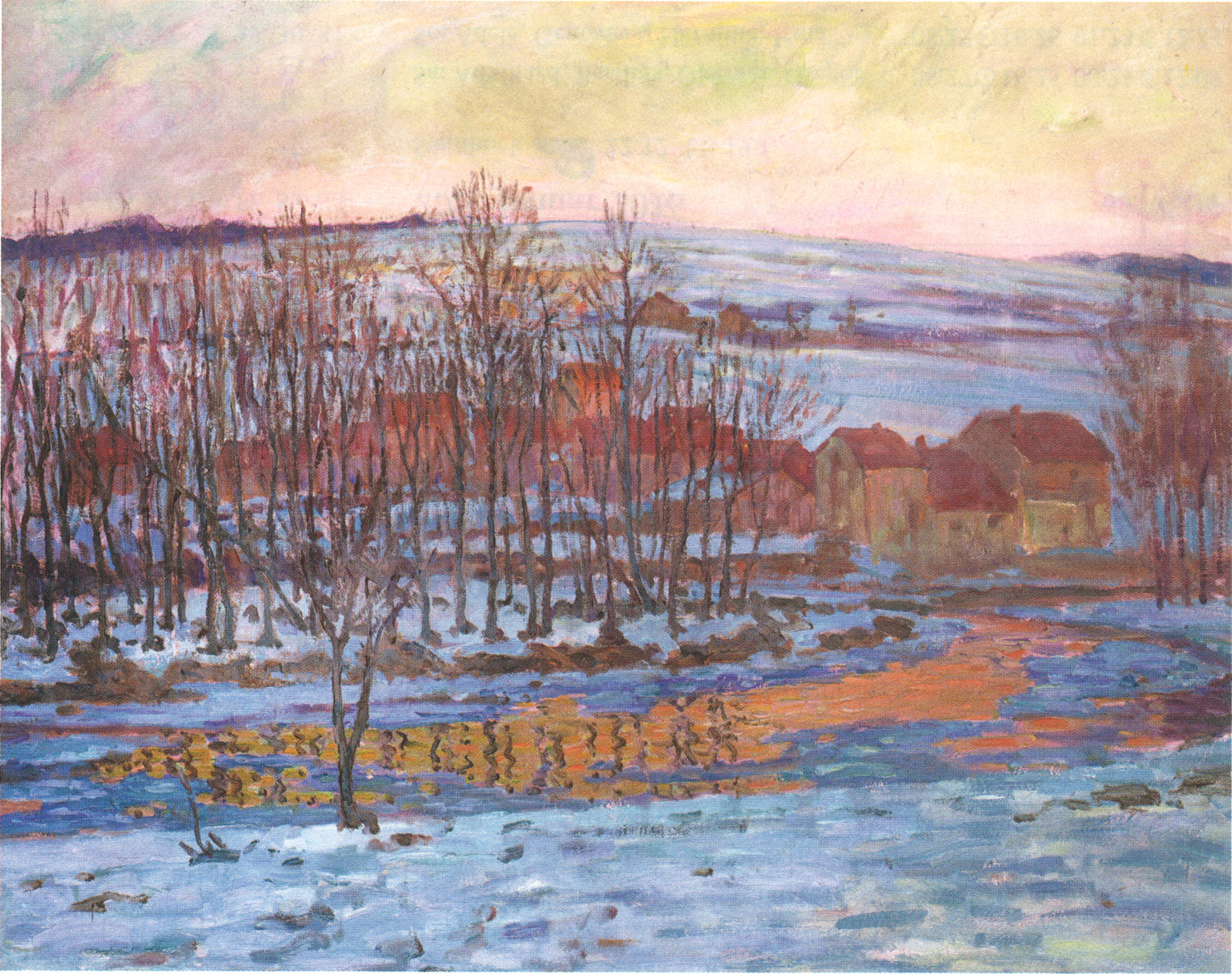
Soir d'hiver à Pontarlier (avant 1912).

### Collections publiques

#### France
- Blérancourt, Musée national de la coopération franco-américaine.
  - Soir d'hiver à Pontarlier, huile sur toile, avant 1912[7].
  - Paysage, huile sur toile, s.d[8].
- Paris :
  - Musée Carnavalet : Restaurant « La Grande Terrasse » à Passy (Maison Brun). 16ème arrondissement, dessin à la gouache.
  - Musée national d'Art moderne : Le Vendredi saint à Séville, huile sur bois, avant 1904[9],[10].
  - Musée d'Orsay :
    - Les Tuileries, jour de pluie, huile sur carton, s.d[11].
    - Towers of Thousand Eyes ou La Tour aux mille yeux, huile sur toile, s.d[12].

  - Préfecture de Paris (dépôt) : La Plage de Whitby, Angleterre, huile sur toile, avant 1914[13].
- Rambouillet : Soir d'hiver, clair de lune, huile sur toile, vers 1909, , gare de Rambouillet[14].
- Le Touquet-Paris-Plage, musée municipal : carnet de croquis, 1927-1933, don de Mrs James Hadley, 2020[15].

En 2021, la ville de Bayonne, Pyrénées-Atlantiques, annonce que son musée des beaux-arts, le musée Bonnat-Helleu, vient d'accepter une donation de la petite fille de William Samuel Horton, Madame Carlotta Edwina Gray Hadley, d'un ensemble de 31 œuvres, dont 28 de son grand-père et 3 d'Edward Le Bas, frère de l’épouse du fils de W. S. Horton. Ces œuvres sont essentiellement des paysages,. Madame Carlotta Edwina Gray Hadley avait déjà fait une donation au musée Bonnat-Helleu de Bayonne de 469 dessins réalisés au cours des voyages européens de W. S. Horton.

#### Autres pays
- White Peonies, huile sur toile, s.d., Southport (Royaume-Uni), Atkinson Art Gallery.
- Punch on the Beach at Broadstairs, England, huile sur toile, 1920, Chattanooga, Hunter Museum of American Art (en).
- Heckscher Tower, New York, at Sunset, huile sur toile, 1928, Stockholm, Nationalmuseum.
- Fjord, Norway, huile sur toile, 1935, Boston, McMullen Museum of Art (en).

### Collections privées
Un certain nombre de tableaux de William Samuel Horton sont détenus par des particuliers, et certains tableaux sont périodiquement mis en vente par des galeristes ou des maisons de ventes aux enchères réputées,,,,.